# مارگارت چان
مارگارت چان فونگ فو چون (به انگلیسی: Margaret Chan Fung Fu-chun) OBE JP FRCP (زاده ۲۱ اوت ۱۹۴۷) یک پزشک چینی - کانادایی است که به عنوان مدیر کل سازمان جهانی بهداشت(WHO) نمایندگی جمهوری خلق چین را از سال ۲۰۰۶ تا ۲۰۱۷ بر عهده داشت. چان قبلاً به عنوان مدیر بهداشت در دولت هنگ کنگ (۱۹۹۴–۲۰۰۳) و نماینده مدیر کل سازمان جهانی بهداشت برای آنفلوآنزای همه گیر خدمت کرده‌است. او دستیار مدیر کل سازمان بهداشت جهانی برای بیماری‌های واگیر از (۲۰۰۳–۲۰۰۶) خدمت کرده‌است. در سال ۲۰۱۴، فوربز او را در رده سی‌امین زن قدرتمند جهان قرار داد. او در اوایل سال ۲۰۱۸ به کنفرانس مشورتی سیاسی خلق چین (CPPCC) پیوست.
او به دلیل پیشگیری از شیوع آنفلوانزای مرغی H5N1 در ۱۹۹۷ و شیوع سارس در ۲۰۰۳ در هنگ کنگ، و همچنین به خاطر سفرهای مکرر خود در دوران مدیرکلی سازمان جهانی بهداشت در پهنه گسترده‌ای مورد انتقاد قرار گرفت.

## سنین جوانی و تحصیل
چان در هنگ کنگ بریتانیا، که اکنون منطقه اداری ویژه هنگ کنگ در جمهوری خلق چین است، به دنیا آمد و بزرگ شد. اجداد او از شوند، گوانگدونگ آمده بودند.
چان مدرک حرفه‌ای خود در اقتصاد خانگی را در کالج آموزشی نورت کوت در هنگ کنگ دریافت کرد. او لیسانس هنر را با گرایش اقتصاد خانگی در سال ۱۹۷۳ به دست آورد و دکترای پزشکی را در سال ۱۹۷۷ از دانشگاه وسترن انتاریو در کانادا دریافت کرد. او در سال ۱۹۸۵ مدرک کارشناسی ارشد علوم (بهداشت عمومی) را از دانشگاه ملی سنگاپور دریافت کرد.

## فعالیت حرفه‌ای

### در آغاز کار
چان در دسامبر ۱۹۷۸ به عنوان افسر پزشکی به هنگ کنگ پیوست. در نوامبر ۱۹۸۹، او به سمت دستیار مدیر وزارت بهداشت ارتقا یافت. در آوریل ۱۹۹۲، او به سمت معاون مدیر ارتقا پیدا کرد و در ژوئن ۱۹۹۴، به عنوان اولین زن در هنگ کنگ به عنوان سرپرست وزارت بهداشت برگزیده شد.

### مدیر بهداشت در هنگ کنگ، ۲۰۰۳–۱۹۹۴
چان از انتقال از بریتانیا به حکومت چین-هنگ کنگ در ژوئن ۱۹۹۷ جان سالم به در برد. مشخصات او با مدیریت او در آن سمت‌ها، در مورد شیوع آنفلوانزای مرغی H5N1 در سال ۱۹۹۷ و شیوع سارس در هنگ کنگ در سال ۲۰۰۳ افزایش یافت. پس از مرگ اولین موارد H5N1، چان ابتدا سعی کرد با جملاتی مانند «من دیشب مرغ خوردم» یا «من هر روز مرغ می‌خورم، وحشت نکنید، همه» به ساکنان هنگ کنگ اطمینان دهد. هنگامی که موارد دیگر H5N1 ظاهر شد، او به دلیل گمراه کردن مردم مورد انتقاد قرار گرفت. او به «نماد جهل و تکبر» تبدیل شد که به ذهنیت «کسب و کار به‌طور معمول» در رویه‌های ایدئولوژیک و نهادی درون بوروکراسی تجسم بخشیده‌است و این موضوعات به‌ویژه پس از واگذاری بروز می‌کند. در پایان، او به دلیل کمک به کنترل این بیماری همه گیر با کشتار ۱/۵ میلیون مرغ در منطقه در مواجهه با مخالفت‌های سیاسی شدید، اعتبار کسب کرد.
عملکرد او در طول شیوع سارس که در نهایت منجر به مرگ ۲۹۹نفر شد، انتقاد شدید شورای قانونگذاری هنگ کنگ و بسیاری از مبتلایان به سارس و بستگان آن‌ها را برانگیخت. او به دلیل منفعل بودن، همچنین با اطلاعات گمراه‌کننده‌ای که توسط مقامات سرزمین اصلی به اشتراک‌گذاشته‌شد و عدم اقدام سریع توسط شورای قانونگذاری مورد انتقاد قرار گرفت. او همچنین به دلیل فقدان خرد سیاسی که در بی‌تفاوتی او نسبت به گزارش‌های رسانه‌ها و ترس گسترده عمومی در آن زمان مشهود بود انتقاد شد. از سوی دیگر، کمیته تخصصی سارس که توسط دولت هنگ کنگ برای ارزیابی نحوه مدیریت بحران ایجاد شد، بر این اعتقاد بود که این شکست تقصیر چان نبوده بلکه به دلیل ساختار سیستم مراقبت بهداشتی هنگ کنگ صورت گرفته‌است.

### مدیرکل سازمان بهداشت جهانی (WHO)، ۲۰۰۶–۲۰۱۷
چان دو دوره پنج ساله به عنوان مدیر کل سازمان جهانی بهداشت خدمت کرد. چان که در نوامبر ۲۰۰۶ به این سمت منصوب شد، اولین دوره مدیرکلی او تا ژوئن ۲۰۱۲ ادامه یافت. چان هنگام انتصاب در سخنرانی خود «بهبود و سلامت مردم آفریقا و سلامت زنان» را به عنوان شاخص کلیدی عملکرد سازمان بهداشت جهانی ابراز داشت، و خواست تا تمرکز سازمان بهداشت جهانی روی «مردمی که به شدت نیاز دارند» متمرکز شود. در ۱۸ ژانویه ۲۰۱۲، چان توسط هیئت اجرایی سازمان بهداشت جهانی برای دومین دوره نامزد شد و در ۲۳ مه ۲۰۱۲ توسط مجمع جهانی بهداشت مورد تأیید قرار گرفت. چان در سخنرانی پذیرش خود نشان داد که پوشش جهانی به عنوان یک «برابر کننده قدرتمند» و قدرتمندترین است. مفهوم سلامت عمومی دوره جدید چان از اول ژوئیه ۲۰۱۲ آغاز شد و تا ۳۰ ژوئن ۲۰۱۷ ادامه یافت.

### دوره اول مدیریت
در فوریه ۲۰۰۹، چان هنگام بازدید از تایلند، خشم گروه‌های بشردوستانه و جامعه مدنی از جمله پزشکان بدون مرز را با زیر سؤال بردن کیفیت داروهای ژنریک برانگیخت.
در سال ۲۰۱۰، چان به دلیل «نواختن زنگ خطا» در مورد همه‌گیری آنفلوانزای ۲۰۰۹ مورد انتقاد قرار گرفت که معلوم شد بسیار خفیف تر از حد انتظار بود.

### دوره دوم مدیریت

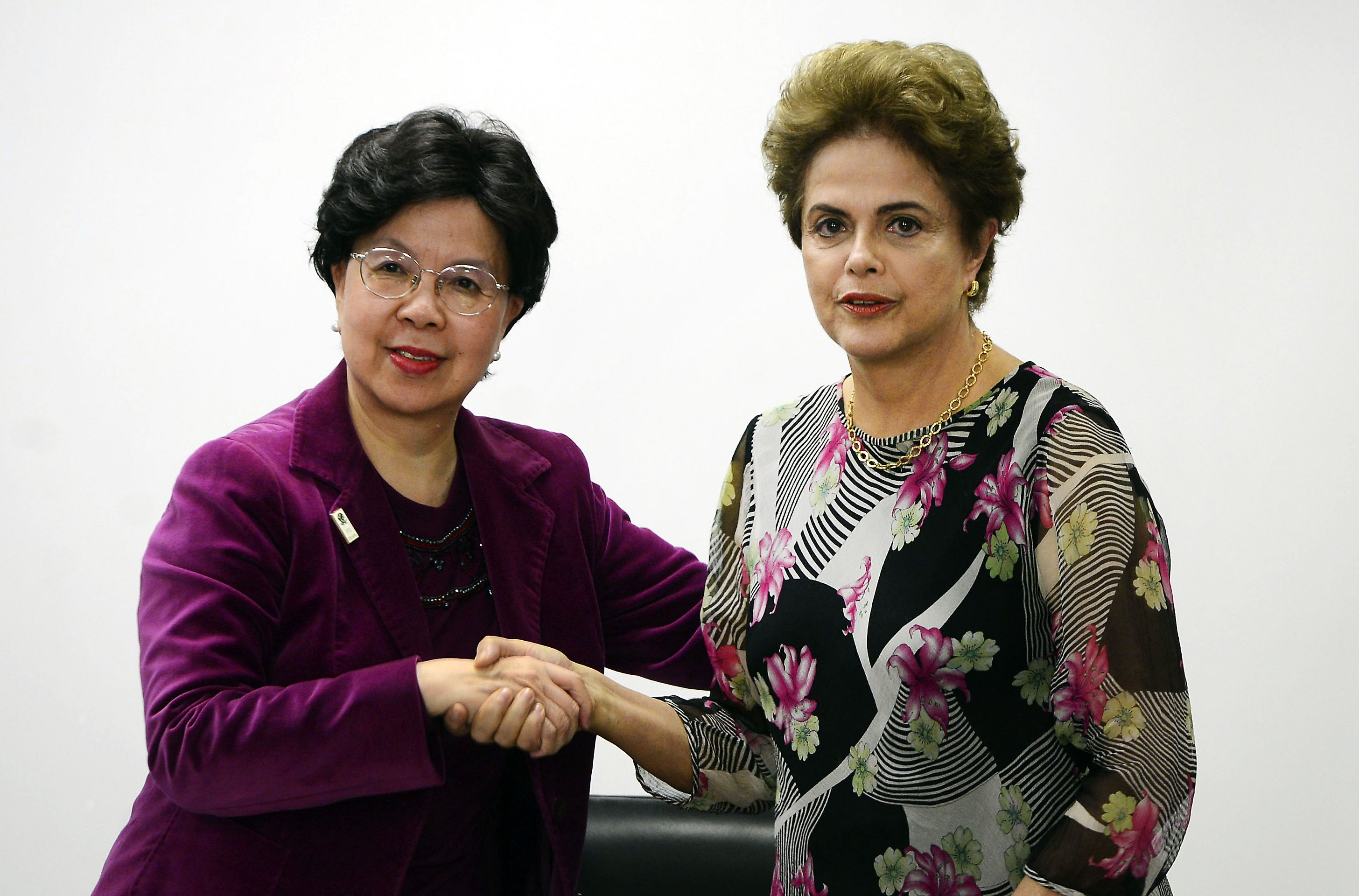
مارگارت چان و رئیس‌جمهور برزیل دیلما روسف در ۲۰۱۶

در اواخر ۲۰۱۳ سازمان بهداشت جهانی متهم به تعویق انداختن واکسن فلج اطفال پس از بازگشت فلج اطفال در زمان بشار اسد، رئیس‌جمهور سوریه شد.
در سال‌های ۲۰۱۴ و ۲۰۱۵، چان بار دیگر به دلیل واکنش کند سازمان بهداشت جهانی نسبت به همه‌گیری ویروس ابولا در آفریقای غربی مورد انتقاد شدید قرار گرفت.
در سال ۲۰۱۶ به درخواست مجمع جهانی بهداشت، چان برنامه فوریت‌های بهداشتی را راه‌اندازی کرد.